# Jessica Henwick
Jessica Yu Li Henwick (李玉) (sinh ngày 30 tháng 8 năm 1992) là một nữ diễn viên người Anh. Cô là nữ diễn viên đầu tiên của người gốc Á Đông đóng vai chính trong một bộ phim truyền hình Anh, từng tham gia chương trình thiếu nhi Spirit Warriors (2009-2010). Cô cũng được biết đến với vai trò của mình như Nymeria Sand trong phim truyền hình Game of Thrones (2015-2017) của HBO, phi công X-wing Jessika Pava trong Star Wars: Thần lực thức tỉnh (2015) và nhân vật Colleen Wing trong Iron Fist (2017-2018), The Defender (2017) và mùa thứ hai của Luke Cage (2018).

## Tuổi thơ
Henwick sinh ra và lớn lên ở Surrey, con gái của một người mẹ Singapore gốc Trung Quốc và cha người Anh. Cô được đào tạo tại Trường Sân khấu Redroofs và Nhà hát Tuổi trẻ Quốc gia.

## Nghề nghiệp
Vào tháng 6 năm 2009, có thông báo rằng Henwick đã được chọn vào vai chính của Bo cho chương trình Spirit Warriors của BBC, khiến cô trở thành nữ diễn viên đầu tiên có gốc Đông Á đóng vai chính trong một bộ phim truyền hình Anh. Đối với vai trò, Henwick được đào tạo về wushu với biên đạo múa võ thuật Jude Poyer. Chương trình đã được đề cử cho một số giải thưởng, bao gồm Giải thưởng Phát sóng năm 2011.
Đầu năm 2013, Henwick đã có buổi ra mắt kịch nghệ chuyên nghiệp trong buổi ra mắt quốc tế Running on the Cracks, dựa trên cuốn sách của Julia Donaldson. Allan Radcliffe của The Times đã ca ngợi màn trình diễn "xuất sắc" và "không được đánh giá cao" của cô,  trong khi Guardian viết, "với sự hiện diện to lớn về thể chất, Henwick nắm bắt được cảm giác về sự công chính, niềm đam mê và sự nhầm lẫn của một cô gái đang cố gắng tạo ra trật tự vũ trụ không công bằng. "  Nhà phê bình nhà hát Joyce McMillan đã viết rằng Henwick "nổi bật như Leo".
Cuối năm đó, cô được chọn vào vai Jane Jeong Trenka trong bộ phim truyền hình Obsession: Dark Desires, được phát sóng vào tháng 1 năm 2014. Bản chuyển thể chi tiết Trenka đang rình rập ở Minnesota, 1991, mà cô kể chi tiết trong cuốn sách he Language of Blood. Henwick cũng tham gia đoàn phim của Silk với tư cách là học sinh luật sư mới Amy. Bộ phim mang về trung bình 5 triệu người xem mỗi tập. Cô đã thể hiện lại vai trò của mình cho loạt phim phát thanh nổi tiếng Silk: The Clerks 'Room  và tiếp tục đóng vai một sinh viên trẻ của Đại học Oxford trong Inspector Lewis.
Vào năm 2015, Henwick đã tham gia dàn diễn viên của phim truyền hình Game of Thrones của  HBOtrong Phần 5 với vai Nymeria Sand, với người được đề cử giải Oscar là Keisha Castle-Hughes và Rosabell Laurenti Sellers đóng vai chị em của cô. Quá trình này bao gồm sáu tháng đào tạo để sử dụng một bullwhip truyền thống. Cô tiếp tục thực hiện vai diễn cho đến Phần 7, khi Sand bị giết trong tập phim thứ hai của mùa đó, " Stormborn ".
Henwick đóng vai phi công X-wing, Jess Pava trong Star Wars: The Force Awakens. Tên đầy đủ của nhân vật được đặt tên là Jessika "Testor" Pava trong tiểu thuyết ăn khách The Weapon of a Jedi: A Luke Skywalker Adventure, nơi đặt cô là một người ngưỡng mộ Luke Skywalker. Mặc dù thời lượng màn hình hạn chế, nhân vật Pava đã trở thành nhân vật được người hâm mộ yêu thích. Pava sau đó xuất hiện với tư cách là nhân vật phụ trong loạt truyện tranh Star Wars: Poe Dameron, chạy từ năm 2016 đến 2018. Henwick bày tỏ quan tâm đóng tiếp vai này cho bộ phim 2019 Star Wars: The Rise of Skywalker, nhưng nhân vật của cô đã không xuất hiện trong bộ phim.
Năm 2017, Henwick xuất hiện trong phần thứ hai của loạt phim truyền hình Fortitude, cũng như Colleen Wing trong loạt phim truyền hình Netflix Iron Fist. Mặc dù sự tiếp nhận quan trọng của Iron Fist nói chung là tiêu cực, hiệu suất của Henwick trong sê-ri vẫn được đón nhận. Cô đã thể hiện lại vai trò cho loạt phim The Defender, cũng như mùa thứ hai của Luke Cage.
Vào cuối năm 2017, Henwick đã được liệt kê là một trong những ngôi sao đột phá hàng đầu của Variety. Vai diễn tiếp theo của Henwick là bộ phim Fox dưới nước, Godzilla vs. Kong, Vấn đề quái vật và Sofia Coppola's On the Rocks.